# Louis Devillié
Louis Devillié, né le 29 mai 1905 dans le 17e arrondissement de Paris et mort le 14 décembre 1976 à Créteil, est un rameur d'aviron français.

## Carrière
Louis Devillié remporte la médaille d'or en huit aux Championnats d'Europe d'aviron 1931 à Paris et la médaille de bronze en quatre de pointe aux Championnats d'Europe d'aviron 1934 à Lucerne.
Il dispute les Jeux olympiques d'été de 1928 à Amsterdam ainsi que les Jeux olympiques d'été de 1936 à Berlin, où il est éliminé en demi-finales du huit.